# Schloss Kórnik

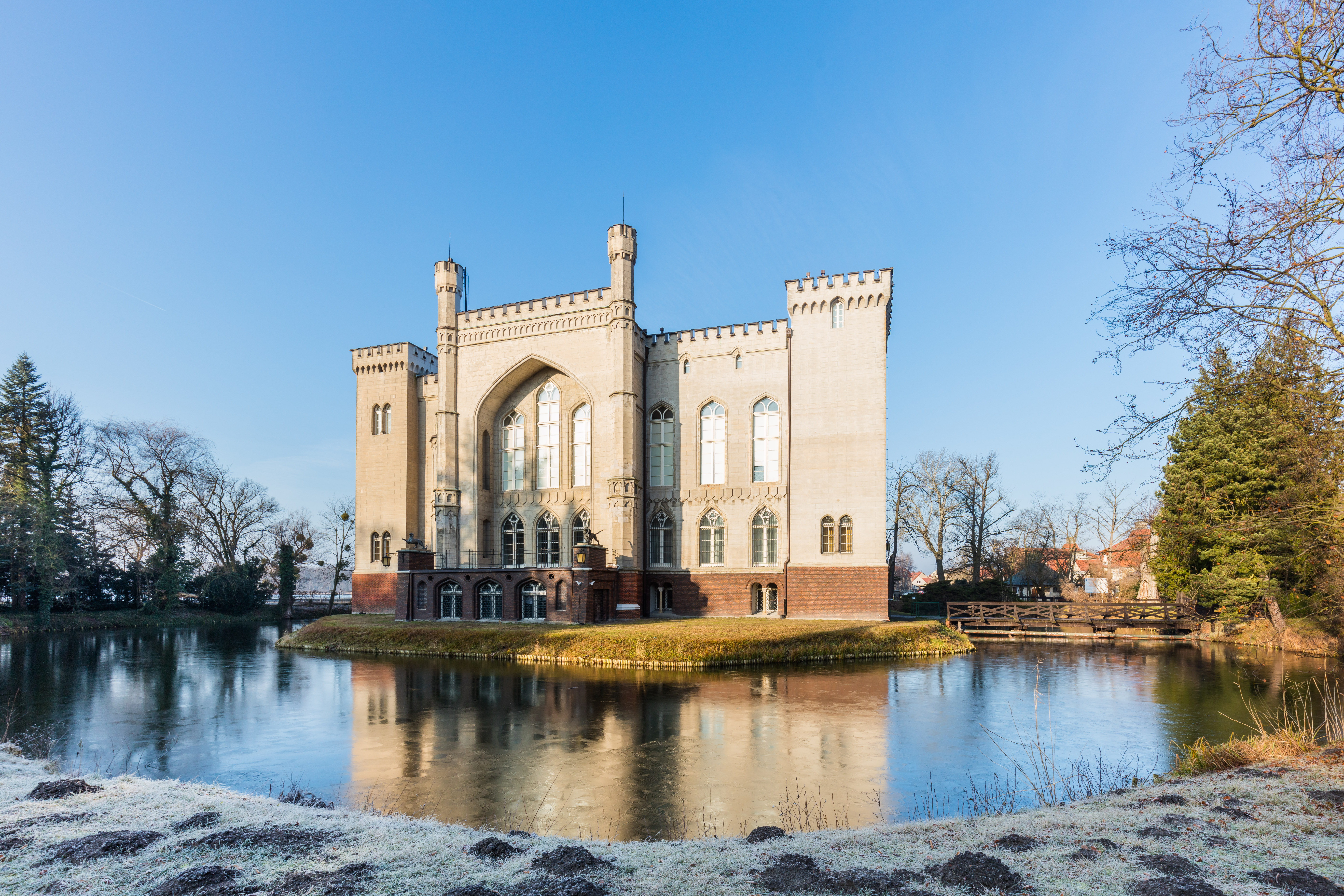
Schloss Kórnik, Südfassade

Das Schloss Kórnik ist ein neugotisches Schloss mit Parkanlage in Kórnik im Powiat Poznański in Polen.  Es gehört zu den größten touristischen Attraktionen in der Woiwodschaft Großpolen.

## Geschichte

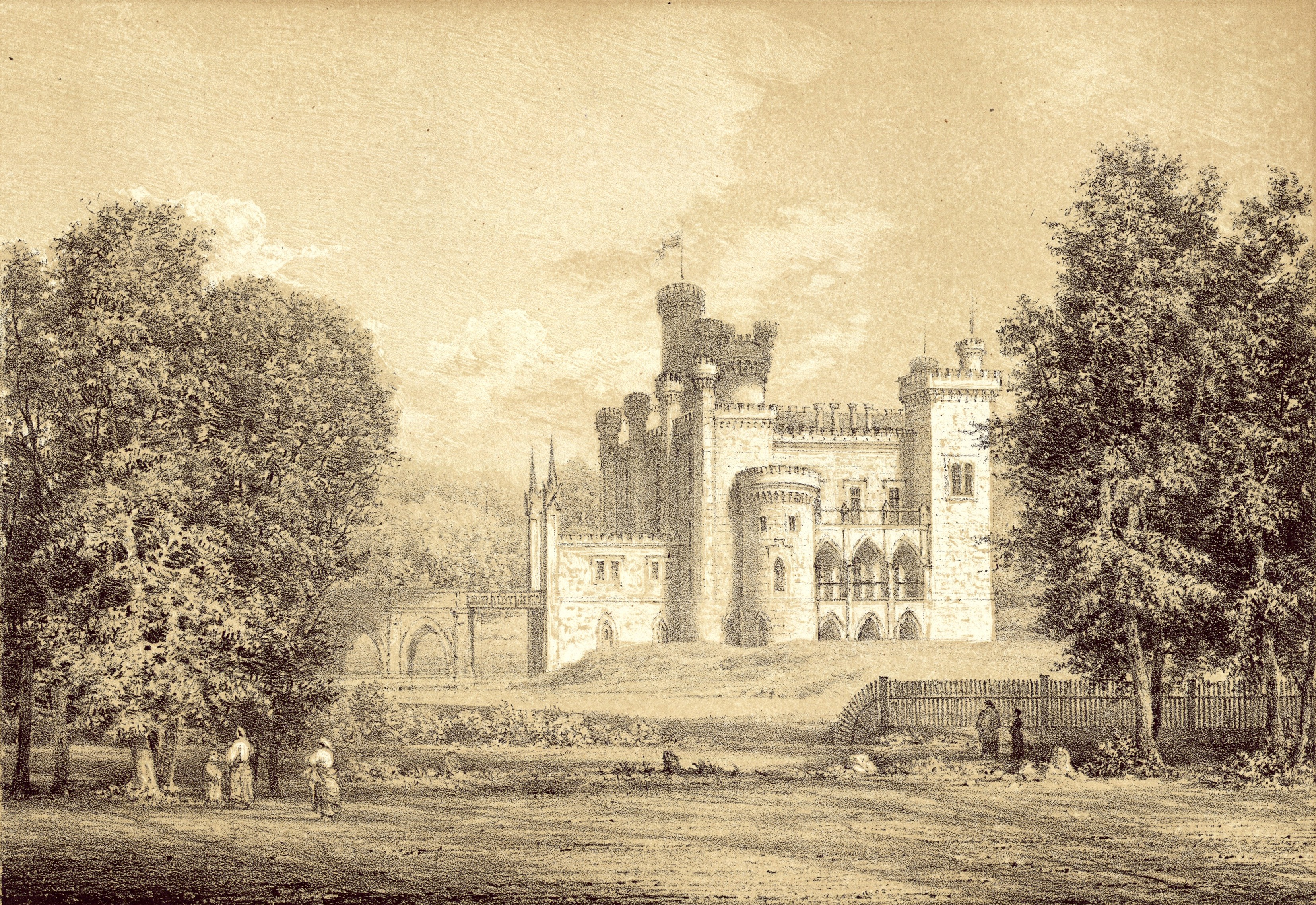
Lithographie aus dem 19. Jahrhundert

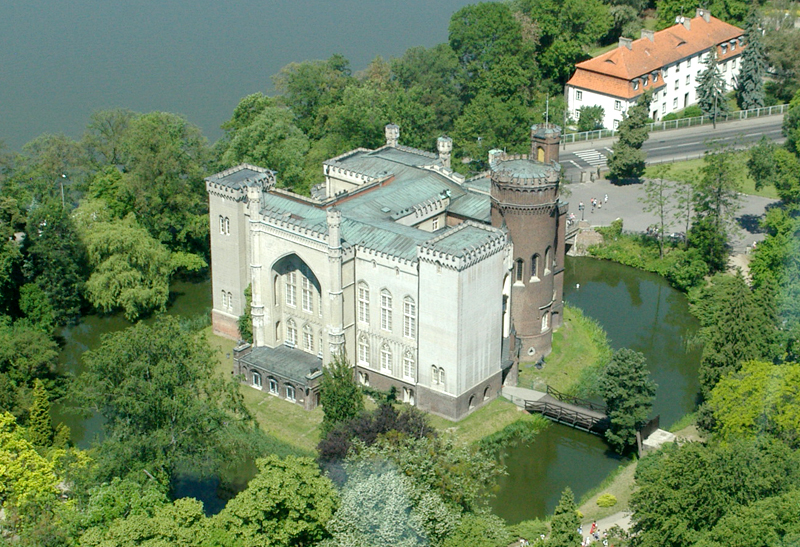
Schloss in Kórnik (Luftaufnahme)

Die historischen Anfänge der Burg reichen bis in das Mittelalter zurück, als sie im Besitz der Familie Górka war, die im 14. Jahrhundert den Bau ihrer Familienresidenz begonnen hat. Um 1430 war die von einem Schutzgraben umgebene, gemauerte Burg fertiggestellt. Der einzige Zugang führte über eine Hubbrücke. Bis heute sind aus dieser Zeit die alten Mauern und der Keller erhalten. Im 16. Jahrhundert wurde die Burg zu einem Schloss im Renaissancestil umgebaut. 1574 besuchte König Henryk Walezy das Schloss Kórnik, der sich auf dem Weg zur Krönung nach Kraków befand. 
Die nächste Blütezeit erlebte das Schloss, als es im Besitz von Teofila Szołdrska-Potulicka, geb. Działyńska war. Sie baute es zu einer Residenz im Stil des Barock um. Im 19. Jahrhundert wurde das Schloss im Auftrag von Tytus Działyński nach einem Entwurf Karl Friedrich Schinkels umgebaut. Der letzte Besitzer Władysław Zamoyski vermachte es im Rahmen der Kórnik-Stiftung 1924 dem polnischen Volk.

## Heute
Heute beherbergt das Schloss ein Museum mit einer bedeutenden Gemäldegalerie. Es ist zugleich Sitz der Bibliothek der Polnischen Akademie der Wissenschaften. Es ist umgeben von einem über 40 Hektar großen Arboretum, dem größten und ältesten in Polen.